# Tamáricos
Los tamáricos (según las fuentes también tamaricos, camaricos o camáricos) fueron una de las tribus pertenecientes a la Cantabria antigua. Este gentilicio proviene de su capital, Tamarica (también conocida como Kamarica), la cual algunos historiadores han situado en la actual Velilla del Río Carrión (Palencia). Su existencia abarca aproximadamente desde el siglo III a. C. hasta su conquista por el Imperio romano, el año 19 a. C., tras una dura oposición.

## Situación
Los dominios de los Tamáricos abarcaban de norte a sur desde la montaña palentina hasta la zona de la Vega del Carrión (Saldaña), y de este a oeste, de los márgenes del Pisuerga (Cervera de Pisuerga) hasta las comarcas leonesas de Cistierna y Sahagún.

## Descripción
Se trata de una sociedad matriarcal. Sus principales actividades económicas eran la agricultura y la ganadería, que llevaban a cabo las mujeres; y la caza, abundante en la zona, que practicaban los hombres cuando se lo permitían las frecuentes guerras o los saqueos a tribus vecinas. Adoraban a las aguas y a las fuentes sagradas.

## Historia

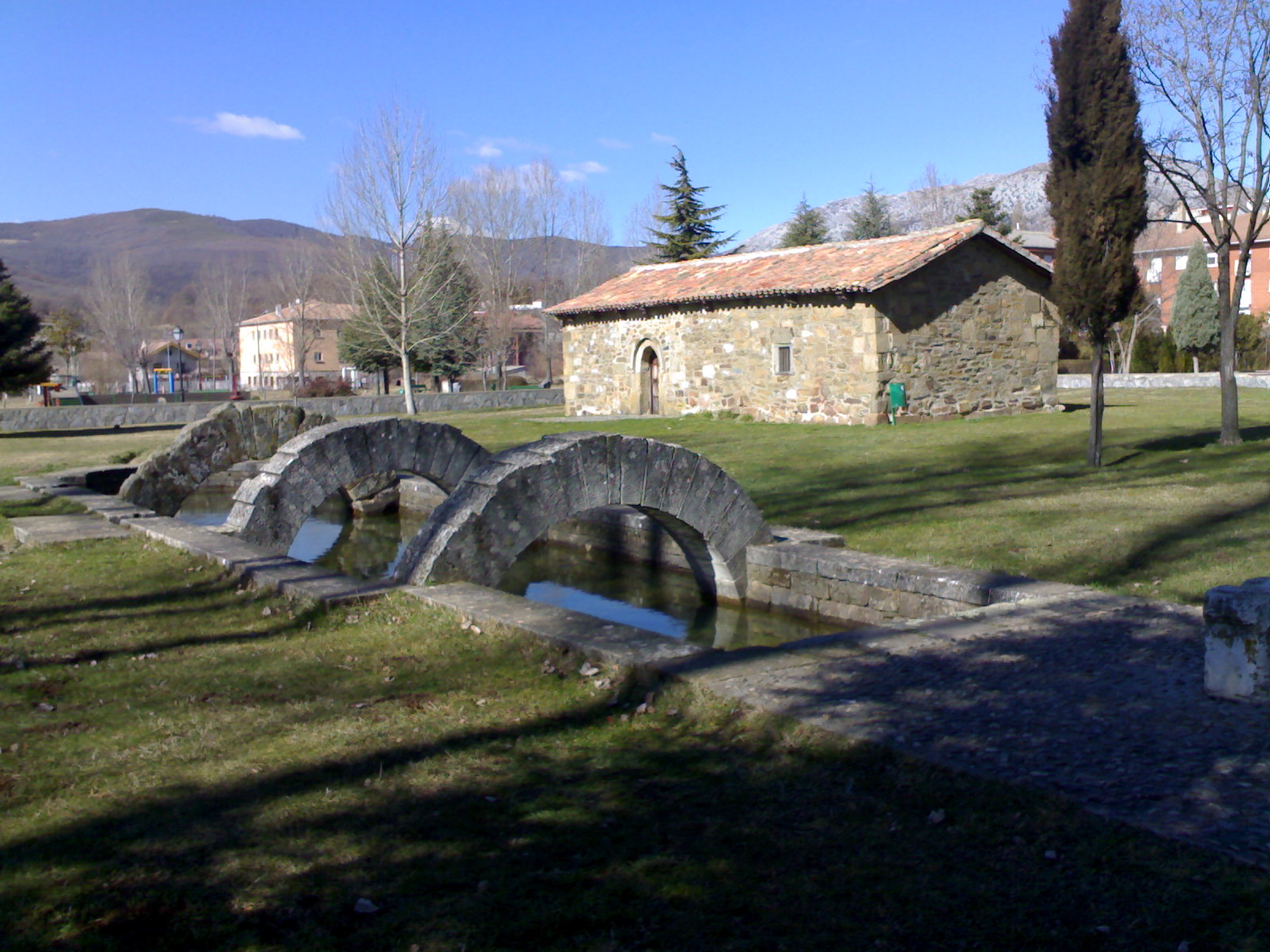
Fuentes Tamáricas, en Velilla del Río Carrión.

La historia de los Tamáricos va ineludiblemente unida a la del resto de las tribus que formaban Cantabria,  salaenos, orgenomescos, avariginos, blendios, morecanos  y coniscos en el litoral, y concanos, plentusios y vadinienses en el interior. Conocidos desde el siglo III a. C., numerosos historiadores y geógrafos latinos y griegos dan fe de su valor, sobre todo durante su resistencia en las guerras cántabras contra Roma. El propio emperador, César Augusto, se desplazó en persona para dirigir la conquista. Tras la heroica resistencia de las tribus cántabras, éstas cayeron definitivamente bajo el dominio del Imperio romano en el año 19 a. C.

## Vestigios

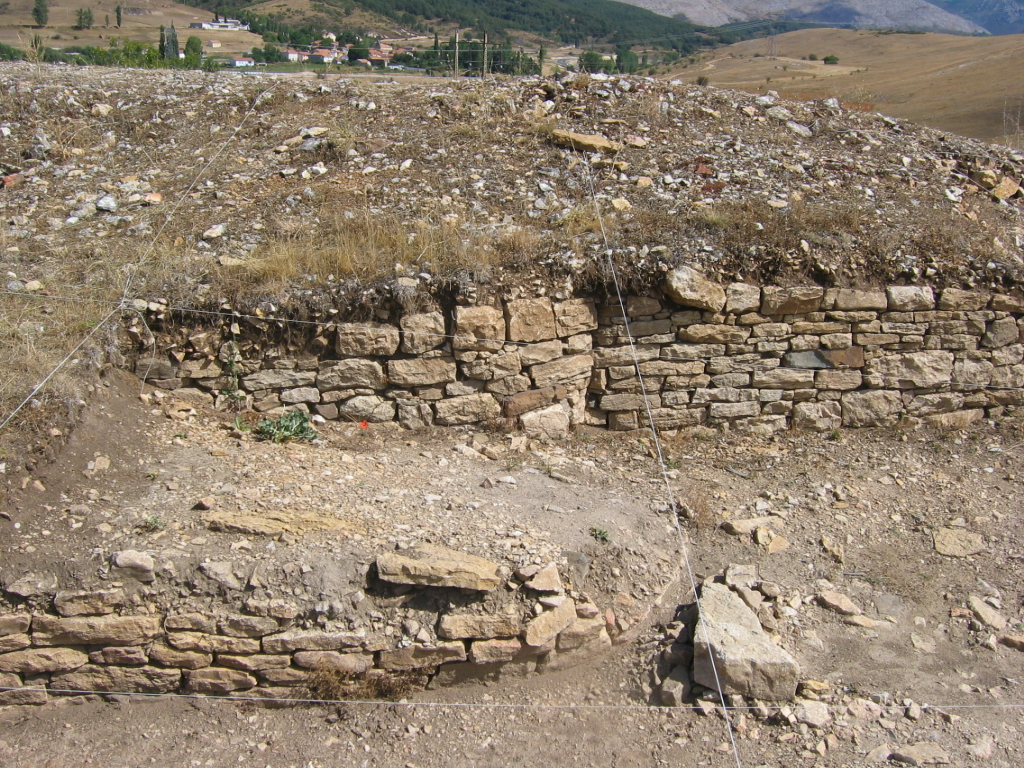
Castro de la Loma, en Santibáñez de la Peña.

Uno de los últimos descubrimientos de asentamientos tamáricos es el Castro de La Loma, hallado en 2003 en Santibáñez de la Peña (Palencia), donde se han encontrado los restos de un castro y de una gran cantidad de puntas de flechas, que muestran evidencias de un gran asedio de las legiones romanas. En una zona próxima, en la localidad de Ruesga, se encontró una inscripción con la palabra Camaric(cum).  
Una estela funeraria hallada en Velilla del Río Carrión es el primer vestigio de su presencia por esos pagos. En esta estela se hace alusión a los Aulgigum (Aúlgigos), posiblemente uno de los clanes que integraban la tribu, aunque recientes estudios la califican de vadiniense.
Los primeros historiadores que se refieren a este pueblo son el geógrafo griego Claudio Ptolomeo, que se refiere como Kamarica a una zona al oeste del nacimiento del Ebro, y el naturalista romano Plinio el Viejo (ambos en el siglo I), como Tamarica, haciendo alusión a sus Fuentes Tamáricas (Fontes Tamarici), que describió ampliamente en su Naturalis Historia, XXXI, 3. Estas fuentes fueron buscadas durante siglos, hasta que el historiador Enrique Flórez, las identificó en 1768 en la localidad palentina de Velilla del Río Carrión. En 1961, y tras dos años de excavaciones en la zona, los arqueólogos Antonio García y Bellido y Augusto Fernández de Avilés avalaron sus estudios, concluyendo que las Fuentes Tamáricas se correspondían con el manantial estudiado. Estos estudios son considerados hoy día los más fiables realizados, y los más próximos a situar la mítica Tamarica.